# Paijenborchella
Paijenborchella is een geslacht van kreeftachtigen uit de klasse van de Ostracoda (mosselkreeftjes).

## Soorten
- Paijenborchella aspera (Lienenklaus, 1900) Pietrzeni, 1969 †
- Paijenborchella bastianoi Bonaduce, Masoli, Minichelli & Pugliese, 1980
- Paijenborchella bastorfensis Pietrzeniuk, 1969 †
- Paijenborchella calcarina Mostafawi, 2001
- Paijenborchella caudata (Lienenklaus, 1894) Triebel, 1949 †
- Paijenborchella demarcqi Carbonnel, 1969 †
- Paijenborchella echinoidea Ruan in Zeng, Ruan, Xu, Sun & Su, 1988
- Paijenborchella enigma Neale & Singh, 1985 †
- Paijenborchella fida Li, 1963 †
- Paijenborchella galerita Bold, 1966 †
- Paijenborchella hanaii Tabuki, 1986 †
- Paijenborchella hatatatensis Ishizaki, 1966 †
- Paijenborchella hirsuta Scheremeta, 1969 †
- Paijenborchella indigena Sharma, 1972 †
- Paijenborchella indoarabica Jain, 1978
- Paijenborchella iocosa Kingma, 1948 †
- Paijenborchella kuznetsovae Omatsola, 1970
- Paijenborchella mezquitalensis Carreno & Cronin, 1993 †
- Paijenborchella miurensis Hanai, 1970
- Paijenborchella narediensis Guha, 1974 †
- Paijenborchella paica Hu, 1986 †
- Paijenborchella pandeyi Bhandari, 1992 †
- Paijenborchella pianfia Hu & Tao, 2008
- Paijenborchella pliocenica Guha, 1979 †
- Paijenborchella reversa Sohn, 1970 †
- Paijenborchella scissa Chochlova, 1968 †
- Paijenborchella scitula Hao (Yi-Chun) in Ruan & Hao (Yi-Chun), 1988
- Paijenborchella shiocumbatzui Hu, 1984 †
- Paijenborchella sinensis Liu, 1989 †
- Paijenborchella solitaria Ruggieri, 1962 †
- Paijenborchella tricosta Olteanu, 1974 †
- Paijenborchella tsurugasakensis Tabuki, 1986 †
- Paijenborchella zurzuri Krstic, 1981 †